# Law & Order: Trial by Jury
Ред и закон: Суђење пред поротом је америчка правно-драмска телевизијска серија о кривичним суђењима смештеним у Њујорку. Била је то четврта серија у франшизи Дика Волфа Ред и закон. Скоро искључиви центар серије био је на кривичном суђењу оптуженима при чему је приказивана припрема тужилаштва и одбране за суђење као и само суђење. Серија је први пут најављена 28. септембра 2004. године. Серија је премијерно приказана у четвртак 3. марта 2005. године, а завршила се 21. јануара 2006. године. Редовни термин емитовања био је петак у 21 час по источном времену на НБЦ-у. Последња епизода емитована је на Court TV неколико месеци по укидању серије.

## Преглед
У правосудном саставу, сви оптужени су невини док им се не докаже кривица, било признањем, нагодбом или суђењем пред поротом. Ово је једно од тих суђења.

—Уводни текст коју је изговорио Стевен Зирнкилтон
Суђење пред поротом усредсређује се на кривичноправне поступке и припреме које су ретко приказане у другим серијама франшизе Ред и закон као што су избор пороте, већања у просторији за пороту, као и истраживања пороте и лажна суђења које припрема одбрана да би користила психолошка проучавања и друштвено-привредно профилисање стања у своју корист. Епизоде обично почињу личним исказом сведока или жртве о злочину. Ово је одступање од других серија у франшизи које обично почињу приказивањем или стварним злочином или његовог откривања и пријављивања од стране грађана. Серија напредује од те тачке и показује како обе стране развијају своје стратегије за победу у случају. Поред тога, неколико епизода приказује разматрање пороте. Серија развија и судије као ликове, приказујући призоре у којима се међусобно саветују и поново користе исте судије у више епизода.

### Радња
Серија прати шефицу Бироа Трејси Кајбер (Биби Њувирт), извршну помоћницу окружног тужиоца додељену одељењу за убиства Менхетна. Кајберина екипа међу којима су истражитељ окружног тужилаштва Лени Бриско (Џери Орбак) и помоћница окружног тужиоца Кели Гафни (Ејми Карлсон) прати наводе и разговара са сведоцима и учествује у суђењима током којих обе стране испитују сведоке и дају аргументе. Слично томе, припреме одбране варирају од епизоде до епизоде, крећући се од испитивања аргумената пред фокус скупинама пороте до склапања договора између саоптужених. Одржава се неколико претпретресних састанака на којима се расправља и одлучује о неким поступним питањима.

## Ликови
- Биби Њувирт као Трејси Кајбер, шефица Бироа за убиства окружног тужилаштва Менхетна. Трејси има црно-бели поглед на закон. Она је чврста, упорна, усредсређена и професионална. Кајберова има јак радни однос са својим запосленима. Као шефица Бироа за убиства, она је виша тужитељка подређена само окружном тужиоцу и извршноом ПОТ-у.
- Ејми Карлсон као ПОТ Кели Гафни. Гафнијева је Кајберина заменица која често изазива своју старију сарадницу. Она види закон црно на бело и због тога је често више по правилу.
- Кирк Асеведо као Хектор Салазар, истражитељ тужилаштва. Салазар се повукао из полиције након повреде на послу због које би морао да остане за столом.
- Скот Коен као Крис Рејвел, детектив њујоршке полиције додељен екипи ПОТ Кајбер и други ортак Хектора Салазара који је наследио Ленија Бриска.  (главни: епизоде 5-13; гост: епизода 3)
- Фред Далтон Томпсон као Артур Бренч, окружни тужилац Њујорка. Бренч је чврст републиканац који практикује и правни и политички конзервативизам. Томпсон је истовремено био у главној постави у истој улози и у овој серији и у изворној серији Ред и закон.
- Џери Орбак као Лени Бриско, истражитељ тужилаштва. Бриско је био полицијски детектив са најдужим стажом у изворној серији. Орбак је подлегао раку два месеца пре премијере серије, а појавио се само у прве две епизоде серије. Од 3. епизоде па надаље, никада више није виђен ни помињан до краја серије.

## Епизоде
| Број епизоде | Наслов                      | Редитељ           | Сценариста                                                     | Премијерно емитовање | Прод. код | Бр. гледалаца (милиони) |
| --- | --------------------------- | ----------------- | -------------------------------------------------------------- | -------------------- | --------- | ----------------------- |
| 1 | "Невероватни забављач"      | Џин де Сегонзек   | Дик Волф                                                       | 3. март 2005.        | E5701     | 17.29                   |
| Чврста помоћница окружног тужиоца Њујорка Трејси Кајбер бави се убиством амбициозне бродвејске глумице, али има мало доказа за кривично гоњење осумњиченог, признатог, али арогантног позоришног продуцента који самозадовољно зна да полиција није пронашла крв, па чак ни тело. Кајберовој се придружује њена непоколебљива заменица, помоћника окружног тужиоца Кели Гафни док раде са истражитељима тужилаштва Бриском и Салазаром у потрази за физичким доказима док заступница продуцента маневрише да јавно прикаже несталу жену као промискуитетну. |                             |                   |                                                                |                      |           |                         |
| 2 | "41 пуцањ"                  | Кејлеб Дешанел    | Валон Грин                                                     | 4. март 2005.        | E5707     | 14.52                   |
| Када ја полицајца погубио окорели злочинац, Кајберова и Гафнијева морају да превазиђу чињеницу да је оптужени упуцан 41 пут од стране полиције, а да не помињемо оптужбе за мћење у полицији које је изнео харизматични и лукави заступник. Кејберина молба за правдом изненада се окреће јер докази показују да би убица могао бити доушник савезног агента, а она се такође плаши да ће порота саосећати када виде човека у завојима довезеног у суд на суђење.                                                                                           |                             |                   |                                                                |                      |           |                         |
| 3 | "Гледање"                   | Двајд Х. Литл     | Дејвид Вилкокс                                                 | 11. март 2005.       | E5712     | 10.69                   |
| Кајберова и Гафнијева суочавају се са непопуларним послом кривичног гоњења оца оптуженог за убиство злостављача деце пуштеног на условну слободу који је пришао његовој ћерки. Случај добија додатни преокрет када истражују зашто је његова самоименована заступница толико страствена да га заступа. Касније се откривају нови докази о намерама педофила, а окружни тужилац Бренч зна да би нежељени публицитет његовог одељења могао да угрози његову прилику за поновне изборе.                                                                        |                             |                   |                                                                |                      |           |                         |
| 4 | "Истина или последице"      | Константин Макрис | Синопсис: Дејвид Вилкокс Сценарио: Дејвид Вилкокс и Валон Грин | 18. март 2005.       | E5703     | 11.54                   |
| Када је млада жена силована и убијена, ПОТ Кајберова и Гафнијева су у застоју од стране троугла осумњичених, три пријатеља међу којима су богати момак, лош и жртвин бивши дечко Дени. Док тужиоци покушавају да окрену једног против другог, питају се ко глуми. Међутим, када се чини да је најмање вероватно да ће Дени лагати, Кајберова жели да се нагоди с њим, али се брине да би он могао да је обмане чињеницама како би придобио саосећања пороте.                                                                                                |                             |                   |                                                                |                      |           |                         |
| 5 | "Беби бум"                  | Мајкл Пресмен     | Синопсис: Џоан Рејтер и Тони Фелан Сценарио: Памела Џ. Вешлер  | 25. март 2005.       | E5704     | 11.07                   |
| Кајберова и Гафнијева гоне младу дадиљу оптужену за убиство због трешења бебе и ударања у главу, али наилазе на камени зид када председавајући судија намерно блокира сваки њихов потез. Пошто је Кајберова одбила Гафнину очајничку понуду да поднесе оставку како би отупела неразумни гнев судије, откривају да је чврсти заступник добро обучио своју странку и намерава да упери прст сумње за убиство у неког другог. |                             |                   |                                                                |                      |           |                         |
| 6 | "Правила понашања"          | Константин Макрис | Синопсис: Памела Вешлер и Валон Грин Сценарио: Памела Вешлер   | 1. април 2005.       | E5710     | 10.58                   |
| Кајберова се суочава са препрекама у току гоњења познатог професионалног кошаркаша за убиство његове девојке, али прво мора да прође поред запажене велике пороте, легије навијача, паметног браниоца и прелепе пехар жене која је одлучна да се држи онога што има. Иако су друге жене биле нападнуте од стране оптуженог, Кајберова и Гафнијева имају тешкоће да их наведу да сведоче, а нови докази да је жртва раније покушала самоубиство доприносе сложености овог случаја.                                                                           |                             |                   |                                                                |                      |           |                         |
| 7 | "Пуцањ и кривица"           | Кејлеб Дешанел    | Крис Левинсон                                                  | 8. април 2005.       | E5711     | 11.38                   |
| Када је банкарски службеник случајно убио странку и ранио друге, наизглед психички неуравнотежен човек се бори против око огорчене Кајберове на суду када тражи да се брани и искористи своју тврдњу о крајњем осећајном стресу због трагичне смрти свог сина. Кајберова и Гафнијева морају да се врате пред пороту кроз старомодни детективски рад који открива преломне рупе у упорној тврдњи убице да су га сви жртвовали. |                             |                   |                                                                |                      |           |                         |
| 8 | "Костур"                    | Дејвид Плат       | Дејвид Вилкокс                                                 | 15. април 2005.      | E5716     | 13.19                   |
| Кајберова гони неухватљивог окорелог злочинца Шејна Лукаса за убиство љигавог бившег полицајца и рањавање детектива Еда Грина. Док Кајберина пословница ради са детективом Џоом Фонтаном, откривају да би њихов главни осумњичени могао да буде и продуцент „шмркане“ порнографије. Када је операција хапшења пропала и потресни догађај у судници пресекао случаја, Кајберина каријера се колеба у проналажењу зашто су убиство и рањавање уопште почињени.                                                                                                |                             |                   |                                                                |                      |           |                         |
| 9 | "Црта"                      | Ричард Пирс       | Тони Фелан и Џоан Рајтер                                       | 22. април 2005.      | E5714     | 10.08                   |
| Против доброг савета, Кајберова даје све од себе да поново суди осуђеном вишеструком убици који је пуштен на слободу због кривотворених доказа, али једва да јој помажу уплашени и зезнути сведоци, док обмањујући осумњичени као да се супротставља сваком њеном потезу својим скупим заступником. Док њен крхки случај наставља да се распада, Кајберова се нада да ће добити паузу од сведока или форензичких доказа и отуђује се од Гафнијеве јер размишља о томе да искриви етичка правила, ако треба.                                                 |                             |                   |                                                                |                      |           |                         |
| 10 | "Плави зид"                 | Џо Ен Фогл        | Рик Ид                                                         | 29. април 2005.      | E5713     | 9.59                    |
| Кајберова добија политичку бомбу када је од ње затражено да кривично гони двојицу полицајаца због њихових мутних улога у убиству затвореника педера који је био смртно измрцварен пендреком. Она се сукобљава са детективом Крисом Рејвелом који се суочава са "плавим зидом" у потрази за истином. Под притиском савезног савеза за осуду, детектив у савести ствара више проблема јер је покушао да заштити једног од полицајаца и његову младу породицу ускраћивањем кључних доказа.                                                                     |                             |                   |                                                                |                      |           |                         |
| 11 | "Дан"                       | Кејлеб Дешанел    | Синопсис: Крис Левинсон Сценарио: Крис Левинсон и Аманда Грин  | 3. мај 2005.         | E5715     | 18.70                   |
| ПОТ Кајбер ради на кривичном гоњењу низног силоватеља чији је траг жртава током година забелила његова богата и заштитнички настројена мајка. Кајберова такође мора да превазиђе застрашивање сведока, па сазнање да су њени кључни ДНК докази избачени, али заступник клизавог осумњиченог има још једно изненађење у рукаву. |                             |                   |                                                                |                      |           |                         |
| 12 | "Момци ће бити момци"       | Арон Липштат      | Рик Ид                                                         | 6. мај 2005.         | E5706     | 9.82                    |
| Кајберова и Гафнијева су у застоју када је један младић признао да је убио трансвестита пошто је открио да је „она“ „он“ непосредно пре него што је отац осумњиченог такође признао да је ударио жртву на смрт у самоодбрани. Осим што су разбијени између два различита признања, изгледа да сумњичави помоћници окружног тужиоца не могу да их окрену један против другог што је навело одлучну Кајберову да посегне у своју торбу законских трикова како би изнела питање на суду.                                                                       |                             |                   |                                                                |                      |           |                         |
| 10 | "Ерос у Горњој осамдесетој" | Џо Ен Фогл        | Крис Левинсон                                                  | 21. јануар 2006.     | E5705     | 7.58                    |
| Портир у луксузној згради у Горњој 80. улици спашава живот једне станарке када је одвукао бескућника од ње, али га је убио у току тога, а наизглед чин доброг Самарићанина заправо је много сложенији. |                             |                   |                                                                |                      |           |                         |

## Гледаност
| Сезона | Епизоде | Термин | Почетак сезоне | Крај сезоне      | ТВ сезона | Котирање | Бр. гледалаца (у милионима) |
| ------ | ------- | --- | -------------- | ---------------- | --------- | -------- | --------------------------- |
| 1      | 13      | Четвртак (22:00) (епизода 1) Петар 22:00 (епизоде 2−10, 12) Уторак 22:00 (епизода 11) Субота (епизода 13) | 3. март 2005.  | 21. јануар 2006. | 2004–05   | #37      | 10.73                       |

## Отказивање
НБЦ је 16. маја 2005. објавио да се Суђење пред поротом неће вратити за јесењу телевизијску сезону 2005–06. Серија супарничког ЦБС-а Број3ви дебитовала је средином сезоне крајем јануара 2005. и доследно је надмашила НБЦ-ову серију Здравствена истрага у гледаности због чега је потоња ствљена у паузу и на крају отказана па је тима ослобођен термин за Ред и закон: Суђење пред поротом. Упркос педигреу Суђења пред поротом, гледаност Број3ва је остала јака и често надмашивала Суђење пред поротом и у општој и кључној гледаности становништва.
Суђење пред поротпм је била прва серија франшизе Ред и закон која је отказана, иако је ТВ водич у једном тренутку известио да је НБЦ преиспитао своју одлуку и да ће вратити серију или је предати Телевизијској мрежи Тарнер (ТМТ) која такође емитује репризе изворне серије. Сетови су поново коришћени у серији коју је Волф продуцирао за НБЦ под насловом Пресуда која је премијерно приказана у петак 3. марта 2006 и која је трајала само једну сезону пре отказивања. У изјави за Асошиејтед прес у октобру 2005. године, Волф је изјавио да га је НБЦ уверио да ће се Суђење пред поротом вратити на јесен 2005. године, али су уместо тога "пљунули па полизали" тиме што је серија отказана.
Корт ТВ (сада ТруТВ) поново је емитовао целу серију и епизоду „Ерос у Горњој осамдесетој“ која никада није емитована на НБЦ пре него што је серија отказана. ТМТ је повремено емитовао епизоду "Костур" као закључак епизоде "Споменик" изворне серије.

## ДВД издање
Дана 25. априла 2006. Универзал студио је објавио ДВД Ред и закон: Суђење пред поротом − Цела серија у Региону 1.
| Назив ДВД-а                                    | Бр. епизода | Датум издавања  | Посебни додаци |
| ---------------------------------------------- | ----------- | --------------- | --- |
| Ред и закон: Суђење пред поротом − Цела серија | 13          | 25. април 2006. | - Унакрсна епизода "Ноћ" серије Ред и закон: Одељење за специјалне жртве - Избрисане сцене - "Другачији поглед Ред и закон" |

## Напомена
1. ↑  Епизода "41 пуцањ" је унакрсна епизода са серијом "Ред и закон".
2. ↑  Епизода "Пуцањ и кривица" је унакрсна епизода са серијом "Ред и закон".
3. ↑  Епизода "Костур" је наставак епизоде "Cпоменик" серије "Ред и закон" и унакрсна епизода са серијом "Ред и закон: Одељење за специјалне жртве".
4. ↑  Епизода "Дан" је наставак епизоде "Ноћ" серије "Ред и закон: Одељење за специјалне жртве".